# 威林
威林（英語：Willing）是位于美国纽约州阿利根尼县的一个镇，地处阿利根尼县的最南部。2010年美国人口普查时，该镇有1228人。
1819年，最初的定居者到达了此地。1852年，该镇从独立镇与赛欧镇中分出，独立建镇。